# Steve Mann

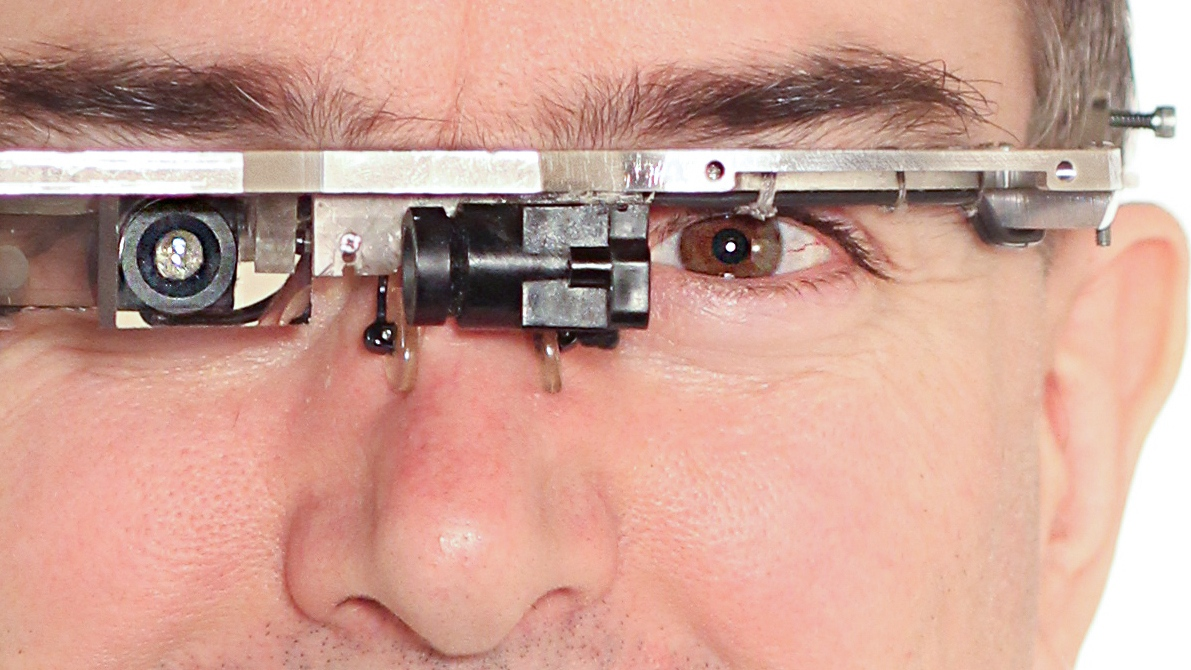
Steve Mann en 1999, portant un EyeTap Digital Eye Glass, caméra portable de sa conception.

Steven Mann, né à Hamilton en Ontario au Canada le 8 juin 1962, est un professeur du département de sciences appliquées de l'université de Toronto, renommé pour son invention du concept de sousveillance. Il vit en permanence avec une caméra solidaire de son crâne et est considéré comme le père de la technologie portable.

## Biographie
Steven Mann, né à Hamilton en Ontario au Canada le 8 juin 1962, est un professeur du département de sciences appliquées de l'université de Toronto, renommé pour son invention du concept de sousveillance. Il vit en permanence avec une caméra solidaire de son crâne et est considéré comme le père de la technologie portable.
Steve Mann est titulaire d'un doctorat en arts médiatiques et science du Massachusetts Institute of Technology, sous la direction de Nicholas Negroponte, et a effectué des études à l'université McMaster. Depuis les années 1970, Steve Mann développe et porte des lunettes assistées par ordinateur pour augmenter la réalité, dont le dispositif informatique était lui placé dans un sac-à-dos.
Le 1er juillet 2012, pour des raisons encore mal connues, Steve Mann est agressé physiquement par des employés du restaurant McDonald's des Champs-Élysées à Paris, qui auraient notamment endommagé ses lunettes caméra (EyeTap) pourtant fixées sur son crâne de manière permanente. Par la suite, McDonald's a annoncé l'ouverture d'une enquête.

## Publications
- Intelligent Image Processing  (ISBN 0-471-40637-6)
- Cyborg: Digital Destiny and Human Possibility in the Age of the Wearable Computer, Randomhouse Doubleday 2001
- The Wireless Application Protocol (WAP): A Wiley Tech Brief   (ISBN 0-471-39992-2)
- International Journal of Human-Computer Interaction 2003: Special Issue : Mediated Reality   (ISBN 0-8058-9604-X)
- Advanced Palm Programming: Developing Real-World Applications  (ISBN 0-471-39087-9)